# Милославский, Даниил Иванович
Даниил Иванович Милославский (? — 18 января 1640 года) — дворянин московский и воевода во времена правления Михаила Фёдоровича.
Представитель незнатного дворянского рода Милославских. Единственный сын Ивана Ивановича Милославского. Отец видного боярина Ильи Даниловича Милославского. Дед русской царицы Марии Ильиничны Милославской, первой жены царя Алексея Михайловича.

## Биография
Первоначально служил выборным дворянином от Болхова, где и родилась его внучка, будущая царица Мария Ильинична. В 1617 году, вероятно с прибытием будущего патриарха Филарета, положение дворянских родов начинает меняться и возникают местнические дела. В этом году, решено дело в пользу Д.И. Милославского, который опасался, что назначенный на место выше его "выезжий" знатный молдаванин Ф.М. Бояшев ранее служивший ротмистром "а ротмистры с ним бывали" и ему было сказано, что в его отечестве порухи не будет.  В 1618—1622 годах находился на воеводстве в Туринске. В 1625—1626 годах Даниил Милославский служил воеводой в Курске. В 1627-1640 годах в Боярской книге записан московским дворянином.   В 1628 году по закладной (давал взаймы 600 рублей), получил в собственность вотчины братьев Бельских в Звенигородском и Рузском уездах. В 1630 году вместе с сыном Ильёй Даниловичем, судился с Петром Васильевичем Зайцевым по поводу своей вотчины деревни Карачево с пустошами в Московском уезде. В 1633—1635 годах — воевода в Верхотурье. В 1636 году проиграл дело Семёну Дементьевичу Тушину о вотчине Аносьино и Апраксино в Московском уезде.
Вероятно, что похоронен (перезахоронен) в Оптин монастыре, где его сын, видный боярин Илья Данилович сделал родовую усыпальницу и куда были перенесены останки всех Милославских.

## Семья и дети
От брака с некой Стефанидой имел сына и дочь:
- Илья Данилович Милославский (1595—1668) — боярин
- дочь №№ — жена Юрия Ивановича Змеева.